# Liogenys fulvescens
Liogenys fulvescens är en skalbaggsart som beskrevs av Blanchard 1851. Liogenys fulvescens ingår i släktet Liogenys och familjen Melolonthidae. Inga underarter finns listade i Catalogue of Life.